# 默尔特河畔索尔西
默爾特河畔索尔西（法語：Saulcy-sur-Meurthe，法語發音：[so(l)si syʁ mœʁt] ⓘ）是法国大東部大區孚日省的一个市镇，属于孚日圣迪耶区。這裡是第一次世界大戰中最偉大的王牌飛行員勒內·豐克的出生地。

## 地理
默尔特河畔索尔西（48°14'11"N, 6°57'35"E）面积16.37 平方千米，位于法国大東部大區孚日省，该省份为法国东北部内陆省份，北起默兹省和默尔特-摩泽尔省，西接上马恩省，南至上索恩省和贝尔福地区省，东临上莱茵省和下莱茵省。
与默尔特河畔索尔西接壤的市镇（或旧市镇、城区）包括：孚日圣迪耶、昂特尔德索、圣莱奥纳尔、圣玛格丽特、坦特吕。

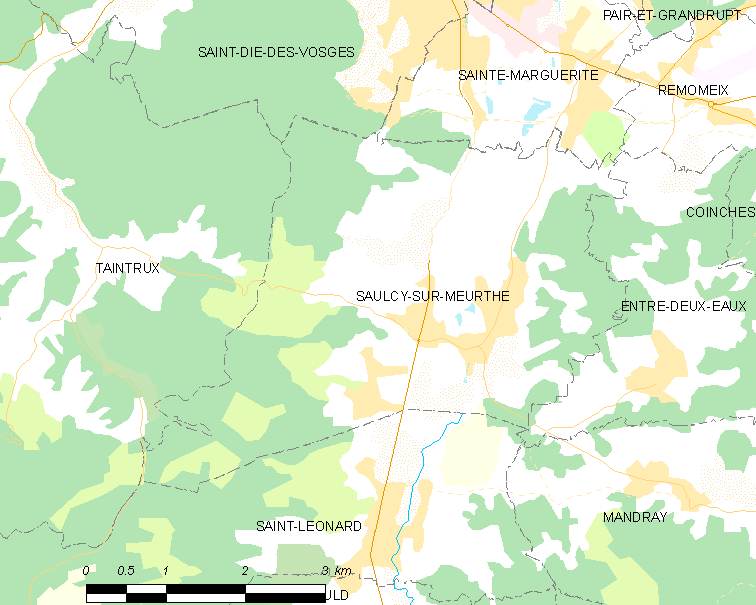
默尔特河畔索尔西的OSM定位图

默尔特河畔索尔西的时区为UTC+01:00、UTC+02:00（夏令时）。

## 行政
默尔特河畔索尔西的邮政编码为88580，INSEE市镇编码为88445。

## 政治
默尔特河畔索尔西所属的省级选区为孚日圣迪耶第二县。

## 人口

1962-2008年间默尔特河畔索尔西人口变化图示

默尔特河畔索尔西于2022年1月1日时的人口数量为2319人。